# Neochera inops
Neochera inops là một loài bướm đêm thuộc họ Erebidae. Nó được tìm thấy ở đông bắc Himalaya tới Sundaland và Palawan, bao gồm Bangladesh (Silhet), Trung Quốc (Hải Nam, Thiểm Tây, Vân Nam), Ấn Độ (Assam, Darjeeling, Tamil Nadu), Indonesia (Borneo), Lào, Malaysia (Labuan, Perak), Myanmar, Philippines (Balabac, Palawan, Mindoro), Sikkim, Thái Lan và miền bắc Việt Nam.
Sải cánh dài khoảng 50 mm.